# Катанов (аал)
Катанов — аал в Аскизском районе Хакасии. Входит в Усть-Камыштинский сельсовет.

## Географическое расположение
Расположен в 16 км к северо-востоку от райцентра — с. Аскиз. Расстояние до ближайшей ж.-д. станции Камышта 2 км.

## Население
| 2002 | 2010 |
| ---- | ---- |
| 693  | ↗708 |

## Инфраструктура
В селе имеются средняя школа, детский сад, дом культуры.

## Сотовая связь
Действуют три оператора сотовой связи — «Билайн», «МТС» и «МегаФон».

## Родились в аале
- Сергей Карамчаков - борец вольного стиля, заслуженный мастер спорта России.

## Люди, связанные с аалом
- Валенти́н Оле́гович Конова́лов (род. 30 ноября 1987 года, Охотск, Хабаровский край, РСФСР, СССР) — российский политический и государственный деятель. Глава Республики Хакасия с 15 ноября 2018. Член партии КПРФ.